# MINUSTAH

Baretka medalu ONZ za misję MINUSTAH

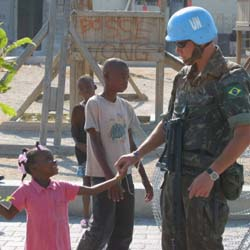
Brazylijski żołnierz MINUSTAH w rozmowie z haitańską dziewczynką

MINUSTAH (fr. Mission des Nations Unies pour la stabilisation en Haïti, Misja Stabilizacyjna Narodów Zjednoczonych na Haiti) – misja pokojowa ONZ działająca na Haiti. Powstała 30 kwietnia 2004 na mocy rezolucji Rady Bezpieczeństwa ONZ nr 1542. Jej celem jest utrzymanie porządku i pomoc w przywracaniu instytucji demokratycznego państwa w tym targanym konfliktami wewnętrznymi kraju. 
Według stanu na 31 marca 2007, misja liczy ok. 7 tysięcy żołnierzy i 1800 policjantów. Polska nie wzięła w niej udziału. Cywilnym szefem misji w randze specjalnego wysłannika sekretarza generalnego ONZ jest Edmond Mulet (Gwatemala). Dowódcą wojskowym jest gen. Carlos Alberto dos Santos Cruz (Brazylia), zaś pracami policjantów kieruje Mamadou Mountaga Diallo (Gwinea).
Szefowie:
- Juan Gabriel Valdés (2004–2006)
- Edmond Mulet (2006–2007)
- Hédi Annabi (2007–2010)